# Église Notre-Dame-de-Lorette de Rédené
L'Église Notre-Dame-de-Lorette est située à Rédené dans le Finistère.

## Histoire
Datant du XVIe siècle, l'église paroissiale était autrefois sous le vocable de l'apôtre saint Pierre, patron originel de la paroisse; Appelée ensuite Église saint-Pierre-Notre-Dame-de-Lorette, elle est depuis sous celui de Notre-Dame de Lorette. C’est aussi de la sorte que les habitants de Rédené appelle dans le langage courant l’édifice. 
Elle comprend une nef de sept travées avec bas-côté nord. 
Au sud, près du clocher et en aile, se trouve la chapelle des fonts baptismaux, et, au droit des trois dernières travées, se trouvent la sacristie et une chapelle alignée à l'est. 
Le clocher, haut de 35 mètres, dont la flèche à crochets se cantonne de quatre clochetons, est terminé en 1901. 
De 1904 à 1905  les nefs sont allongées, leurs murs extérieurs reconstruits et l'ensemble du vaisseau est surélevé.

## Le retable
Fin du XVIIème siècle. Don des seigneurs de Rosgrand, ce retable accompagne un autel de facture plus récente. Des roses, des églantines et des liserons décorent ses deux degrés. 
Deux statuettes prennent place dans les niches latérales: une Vierge à l'Enfant, sainte Elisabeth ou Saint Anne. 
Entre deux colonnes torses ornées de pampres, un panneau sculpté illustre l'Annonciation, perpendiculairement à une statuette de saint Jean. 
La Nativité est représentée de façon symétrique, avec en retrait une statuette de saint Luc.

## La statue Notre-Dame de Lorette
La statue date de la Fin du XVIe siècle.  
Le culte de Notre-Dame de Lorette s'implante depuis l'Italie en Bretagne au XVIe siècle. La statue de la Vierge annonce les statues baroques du XVIIe siècle. Elle porte un cœur dans sa main.

## L'ossuaire
Datant du XVIème siècle, l'ossuaire ogival à six baies trilobées a été déplacé et s'ouvre aujourd'hui vers la nef.
Il abrite la chapelle des fonts baptismaux. 
Au-dessus des contreforts subsistent deux visages sculptés dans le granit, l'un à la bouche ouverte, l'autre fermée. Peut-être représentent-ils la prière et la résignation, ou encore les deux sexes égaux devant la mort. L'un des visages, de facture plus rude, affiche des traits plus masculins que l'autre.